# Aleuropteryx teleki
Aleuropteryx teleki är en insektsart som beskrevs av György Sziráki 1990. Aleuropteryx teleki ingår i släktet Aleuropteryx och familjen vaxsländor. Inga underarter finns listade i Catalogue of Life.